# Noor Hossain
Pour les articles homonymes, voir Hossain.
Noor Hossain (également rendu sous le nom de Nur Hossain) était un militant bangladais qui a été tué par la police du Bangladesh (en) le 10 novembre 1987, alors qu'il manifestait contre le président Hossain Mohammad Ershad près de Zero Point à Dacca, au Bangladesh. L'endroit a ensuite été rebaptisé place Noor Hossain et l'anniversaire de sa mort est officiellement commémoré chaque année comme la journée Shohid Noor Hossain. Il est l'un des martyrs les plus connus du mouvement pro-démocratique du Bangladesh.

## Jeunesse
La maison ancestrale de Hossain du côté paternel se trouvait dans le village de Jhatibunia, situé dans l'upazila Mathbaria, dans le district de Pirojpur. Son père, Mujibur Rahman, était conducteur d'autorickshaw. Sa famille a déménagé au 79/1 Banagram Road, à Dacca, après la guerre de libération du Bangladesh en 1971. Noor Hossain a fréquenté l'école primaire Radhasundari, qui se trouvait également sur Banagram Road. Lorsqu'il était en 8e année à la Graduate High School, à Dacca, Hossain a quitté l'école à cause de la pauvreté. Il a été admis dans une école de conduite automobile et a reçu une formation à la conduite comme son père. Intéressé par la politique, Hossain est devenu le secrétaire de publicité du comité de l'unité de Banagram de la Dhaka City Joubo League. Il n'était ni aisé ni très instruit, mais il incarnait la lutte des gens ordinaires du pays, et est devenu un symbole public,.

## Siège de Dacca
Le 10 novembre 1987, les opposants politiques se sont réunis pour ce qu'ils ont appelé un « siège de Dacca » afin d'exiger la fin du règne du président Hossain Mohammad Ershad fondé sur des violations de la démocratie. Bien qu'il soit au pouvoir depuis 1982 à la suite d'un coup d'État, il a remporté les élections d'octobre 1987, mais ses opposants l'ont accusé de fraude. La Ligue Awami et le Parti nationaliste du Bangladesh se sont unis dans l'opposition au pouvoir d'Ershad. L'une des revendications de l'opposition était l'élection de l'Assemblée nationale sous un gouvernement intérimaire non partisan. Le rassemblement tourne à la violence et plusieurs dirigeants et manifestants, dont Noor Hossain, sont tués dans des conditions antiémeutes, et plusieurs centaines de personnes sont blessées à ce moment-là. Noor Hossain est l'un des trois membres de la Jubo League tués lors d'un rassemblement de protestation. Les deux autres étaient les dirigeants Nurul Huda Babul et Aminul Huda Tito,. Dans la foulée, l'opposition a appelé à une grève de protestation dans tout le pays les 11 et 12 novembre. Hossain est désormais associé au Bangladesh à l'anti-autocratie et à la pro-démocratie. Au moment où il a été abattu, son corps portait plusieurs slogans à la peinture blanche. Il portait le slogan « À bas l'autocratie » (Sairachar nipat jak) sur sa poitrine, et dans son dos, il avait écrit le slogan « Que la démocratie soit libre » (Ganatantra mukti pak). Sa mort a accru la visibilité du sentiment d'opposition dirigé contre le gouvernement Ershad. Ershad a été démis de ses fonctions le 6 décembre 1990 à la suite du mouvement de masse qui s'est développé à partir du siège de Dacca,. Après le départ d'Ershad, Khaleda Zia, du BNP, a été élue première femme Premier ministre du Bangladesh et, un an plus tard, le gouvernement a fixé une date nationale pour commémorer l'événement. Elle a d'abord été appelée « Observation historique du 10 novembre », mais la Ligue Awami a soutenu l'expression « Journée Noor Hossain », sous laquelle elle est connue aujourd'hui. Le parti Jatiya d'Ershad a rejoint la coalition de la Ligue Awami après sa destitution, et Ershad a ensuite présenté ses excuses pour la mort de Hossain. Le parti Jatiya commémore cette journée mais l'appelle « Journée de la démocratie » (Ganatantra Dibash). Noor Hossain et la place sont restés importants pour les manifestants après la mort d'Hossain en 1987 et la destitution d'Ershad en 1990. En 1993, la Ligue Awami a conduit des manifestants sur la place à l'occasion de l'anniversaire du 10 novembre contre le gouvernement du BNP, ce qui a également provoqué une réaction de la police. En 1996, Ershad a présenté des excuses officielles pour la mort de Hossain devant le Parlement et également au père de Hossain. Ershad a maintenu ses excuses mais a également critiqué l'opposition pour avoir utilisé Hossain comme un symbole contre son gouvernement. En 2012, il a déclaré : « Vous (l'opposition) êtes venus avec des cadavres car ils étaient nécessaires pour déclencher des manifestations ».

## Réactions
La Première ministre Sheikh Hasina a donné son propre récit de la mort de Hossain : « Je me souviens de ce qui s'est passé ce jour-là. Noor Hossain se tenait à côté de moi lorsque nous sommes partis en procession. Je l'ai appelé et lui ai dit qu'ils allaient le tuer pour ce qu'il avait inscrit sur sa poitrine. Il a alors approché sa tête de la fenêtre de ma voiture et m'a dit : « Ma sœur, tu viens de me bénir. Je sacrifierai ma vie pour la démocratie libre » ».
Hasina a également déclaré : « Le Bangladesh a récupéré les droits de vote et de nourriture en échange du sacrifice suprême de Shaheed Nur Hossain ».
Marium Bibi, la mère de Hossain, a déclaré plus récemment : « Je ne vois toujours pas pour quoi mon fils est mort ». Dans une interview précédente, elle avait déclaré : « Il est difficile pour toute mère de perdre son fils. Mais je n'ai pas de chagrin... Je suis fière de Noor ».